# Disconnected Synapses
Disconnected Synapses è un CD bootleg pubblicato nel 1990 in Italia, contiene un concerto di Frank Zappa con le Mothers of Invention registrato al Palais Gaumont di Parigi il 15 dicembre 1970.
È poi stato ristampato ufficialmente e inserito nel box set Beat the Boots II, pubblicato nel 1992 da Rhino Records / foo-eee records.

## Tracce
1. Penis Dimension – 11:15
2. The Air – 3:54
3. The Dog Breath / Mother People – 4:22
4. You Didn't Try To Call Me – 3:34
5. King Kong – 31:38
6. Who Are The Brain Police? – 6:30

Durata totale: 61:13

## Formazione
- Frank Zappa - chitarra, voce
- Mark Volman - voce
- Howard Kaylan - voce
- Jeff Simmons - basso, voce
- Ian Underwood - tastiere
- Aynsley Dunbar - batteria
- George Duke - tastiere, tromba, voce